# Wolfgang Ellenberger

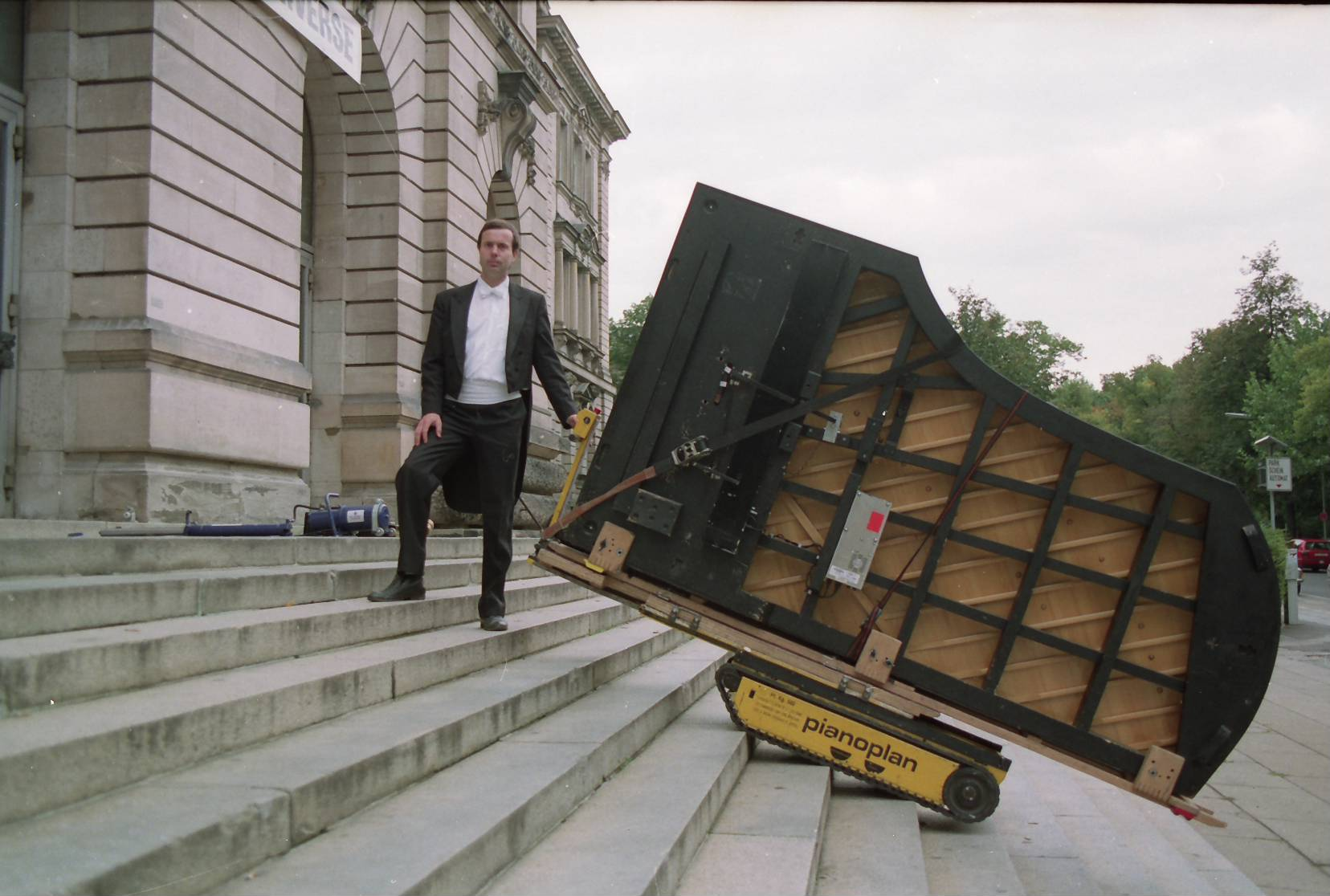
Wolfgang Ellenberger

Wolfgang Ellenberger (* 1. August 1955 in München-Pasing) ist ein deutscher Pianist, Dirigent und in der Allgemeinmedizin und Psychiatrie tätiger Arzt.

## Leben
Ellenberger besuchte das Alexander-von-Humboldt-Gymnasium in Hamburg-Wilstorf (Harburg) und legte dort im Jahr 1973 die Abiturprüfung ab. Den ersten Klavierunterricht erhielt er im Alter von neuneinhalb Jahren bei einer Klavierlehrerin aus der Nachbarschaft. Nach einem Jahr wechselte er zu Henri Knupper in Hamburg-Harburg.
Als Siebzehnjähriger gewann er den 3. Preis beim Steinway-Wettbewerb in Hamburg und bekam ein Jahr vor dem Abitur als „Jungstudent“ einen Studienplatz an der Hochschule für Musik Hamburg in der Klasse von Eckart Besch, wo er im Juni 1977 das Klavierdiplom ablegte. Nach dem Abitur 1973 studierte er parallel dazu ab Frühjahr 1974 Medizin sowie später auch Musiktherapie an der Hamburger Musikhochschule und beendete diese zwei Studiengänge erfolgreich. Nach der medizinischen Approbation 1982 studierte er bei Conrad Hansen und legte 1984 das Konzertexamen an der Musikhochschule Lübeck ab.
Von 1985 bis 1987 war er Veranstalter der Konzertreihe für Klaviermusik im Helmsmuseum in Hamburg-Harburg.
Daraufhin folgte eine Lebensphase als freischaffender Pianist und später auch Dirigent, verbunden mit einem Event-Service, sowie der Gründung des ersten Ärzte-Heiler-Opernensembles Philharmonic Doctors Opera (PDO), das später zu DWOC - Doctors World Opera Company umbenannt wurde. Als Dirigent führte er dieses Orchester im Juli 2010 unter der Mitwirkung des Opernregisseurs Ches Themann bei Mozarts Oper Die Zauberflöte im Wilhelma-Theater Stuttgart unter der Schirmherrschaft des bekannten Arztes und Bestsellerautors Rüdiger Dahlke, mit Live-Stream im Internet.
Im Jahr 2000 kehrte Ellenberger aus finanziellen Gründen in den Beruf des Mediziners zurück. Er schloss die Weiterbildung zum Facharzt für Allgemeinmedizin ab und war als Arzt psychiatrisch in der Schweiz tätig. Von 2011 bis 2014 und ab November 2016 lebte und arbeitete er in der Schweiz.

## Pianist
Sein Markenzeichen war, dass er einen Bösendorfer-Imperial Flügel mit Spezial-Logistik mitführte und innerhalb von acht Minuten aufbauen konnte. Damit wirkte er im Juli 1993 an den Dresdner Musikfestspielen mit.

## Dirigent
Seit 1981 ist er auch als Dirigent tätig. Sein Debüt mit dem Sibirischen Staatsorchester erfolgte im September 1994 bei Konzerten in Oelde, Würzburg und Hamburg-Harburg mit der Jupitersymphonie von W. A. Mozart. Weiterhin dirigierte er das Deutsch-amerikanische Ärzteorchester NMMG.
Im Grande Salle des Hauptquartiers der UNESCO in Paris leitete Ellenberger im Oktober 2010 das „Freundschaftskonzert“ des Doctors Orchestra NMMG of the USA. Er dirigierte auch am 15. November 2011 im Salle des Nations des UNO Headquarters Europe, Genf die Swiss-American Friendship Concert Medical Musical Group beim Konzert „Healing for the Nations“.

## Pädagoge
Ellenberger unterrichtet seit seinem 11. Lebensjahr. Er gab Nachhilfe in allen Schulfächern und Klavierunterricht.
Seit 2018 gibt Ellenberger einen Online-Klavierkurs heraus, der in drei Ebenen vom Basis- über den Fortgeschrittenen- zum Profi-Kurs führt und es ermöglicht, sich weitgehend autodidaktisch zum Pianistenberuf fortzubilden.
Seit 2021 gab er Klavierkurse im Schloss Sumiswald im Schweizerischen Emmental, die nach der Pandemie sistierten.

## Privates
Ellenberger ist zweimal geschieden und hat aus erster Ehe vier und aus zweiter Ehe ein Kind.

## Diskografie (Auswahl)

### CDs
- Klavierabend[11]
- inclination: German-American Doctors Orchestra Friendshipconcert, Berliner Philharmonie[16]
- Liederabend mit Petra Wolf-Perraudin[3]
- Wolfgang Ellenberger Plays Beethoven, Bach, Liszt and Mozart
- Wolfgang Ellenberger - Heart Beat - Amazon.com Music
- Ellenberger Up to 1986 - Ellenberger, Wolfgang: Amazon.de: Musik
- Doctorsorchestra - Victor Wahby (Nmmg - National Medical Musical Group  Orchestra) - Emiko - Germanamerican Doctorsorchestra Friendshipconcert           Berlinphilharmony

### DVDs
- Zauberflöte mit PDO[17]
- “Recital and MORE”
- “Piano Secrets”
- “Debut”